# Заветенский
Заветенский — хутор в Конышёвском районе Курской области России. Входит в состав Прилепского сельсовета.

## География
Хутор находится на реке Платавка (левый приток Свапы), в 55 км от российско-украинской границы, в 66,5 км к западу от Курска, в 6 км к юго-западу от районного центра — посёлка городского типа Конышёвка, в 6 км от центра сельсовета — деревня Прилепы.
Климат
Заветенский, как и весь район, расположен в поясе умеренно континентального климата с тёплым летом и относительно тёплой зимой (Dfb в классификации Кёппена).
Часовой пояс
Хутор Заветенский, как и вся Курская область, находится в часовой зоне МСК (московское время). Смещение применяемого времени относительно UTC составляет +3:00.

## Население
| 2002 | 2010 |
| ---- | ---- |
| 30   | ↘5   |

## Инфраструктура
Личное подсобное хозяйство. В хуторе 25 домов.

## Транспорт
Заветенский находится в 53 км от автодороги федерального значения М3 «Украина» (Москва — Калуга — Брянск — граница с Украиной), в 51,5 км от автодороги М2 «Крым» (Москва — Тула — Орёл — Курск — Белгород — граница с Украиной, с подъездами к Туле, Орлу, Курску, Белгороду и историко-архитектурному комплексу «Одинцово»), в 41 км от автодороги А142 (Тросна — М-3 «Украина»), в 29 км от автодороги регионального значения 38К-038 (Фатеж — Дмитриев), в 5 км от автодороги 38К-005 (Конышёвка — Жигаево — 38К-038), на автодороге 38К-023 (Льгов — Конышёвка), в 5 км от ближайшего ж/д остановочного пункта 565 км (линия Навля — Льгов I).
В 158 км от аэропорта имени В. Г. Шухова (недалеко от Белгорода).